# Xenophon von Ephesos
Xenophon von Ephesos war Autor eines der wenigen erhaltenen Romane aus der Antike.

Xenophon von Ephesos schrieb seine Ephesiaka (altgriechisch Ἐφεσιακά ‚Ephesische Geschichten‘) in römischer Zeit, wohl im 2. Jahrhundert, in griechischer Sprache.
Die Handlung kreist um das junge Ehepaar Anthia und Habrokomes, das auf einer Reise vielfältige Schicksale erleidet, wie sie für den antiken Roman typisch sind (Schiffbruch, Trennung, vermeintlicher Treuebruch, …). Anthia wird auf der Hochzeitsreise von Piraten entführt. Als schöne junge Frau ist sie Objekt mancher Begierde. Doch es gelingt ihr, die eheliche Treue zu halten – wie auch ihrem Mann, den sie im ganzen Mittelmeerraum sucht. Schließlich finden die beiden wieder zusammen und kehren in ihre Heimat Ephesos zurück. Das Werk wird mitunter auch religiös gedeutet, als Lobschrift auf die Göttin Isis. Über Xenophon selbst ist nichts bekannt, möglicherweise ist der Name Xenophon ein in Anlehnung an Xenophon von Athen gewähltes Pseudonym.

## Ausgaben und Übersetzungen
- Georges Dalmeyda (Hrsg. u. Übers.): Xénophon d’Éphèse. Les Éphésiaques ou Le Roman d’Habrocomès et d’Anthia (= Collection Budé). Paris 1926, Ndr. 2018
- Antonius D. Papanikolaou (Hrsg.): Xenophontis Ephesii Ephesiacorum libri V. De amoribus Anthiae et Abrocomae. Teubner, Leipzig 1973.
- James N. O’Sullivan (Hrsg.): Xenophon Ephesius. De Anthia et Habrocome Ephesiacorum libri V (= Bibliotheca Teubneriana). Saur, München und Leipzig 2005.
- Bernhard Kytzler (Übers.): Die Waffen des Eros oder Anthia und Habrokomas. Roman. Ullstein, Frankfurt a. M. 1968.
- Bernhard Kytzler (Übers.): Abrokomes und Anthia. Die Liebenden von Ephesos. Reclam, Leipzig 1981; Taschenbuchausgabe ebd. 1986, ISBN 3-379-00035-3
- Jeffrey Henderson (Hrsg. u. Übers.): Longus, Daphnis and Chloe. Xenophon of Ephesus, Anthia and Habrocomes (= Loeb Classical Library). London und Cambridge 2009